# فوزهو
فوزهو أو فوتجو (لكنة فوزهو: Hók-ciŭ) هي عاصمة مقاطعة فوجيان وتعد واحدة من أكبر مدنها، في جمهورية الصين الشعبية. وإلى جانب العديد من المقاطعات في مدينة نينغده، تعتبر مقاطعات فوزو هي التي أسست منطقة مين دونغ (闽东, lit. شرق فوجيان) اللغوية والثقافية.
وتقع مقاطعات فوزهو الرئيسية على الضفة الغربية (أو يسار الضفة) لمصب أطول أنهار فوجيان، وهو نهر مين. حيث تقع مدينة نينغده على طول حدوده الشمالية، وتقع مقاطعة جوتيان في نينغده عكس مجرى النهر. وتتقارب مقاطعات فوزهو جنوب نهر مين عند بلديات بوتيان وتشيوانتشو وسانمينغ ونانبينغ. ويقدر عدد سكانها بـ 7115370 نسمة في تعداد 2010 منهم 4408076 نسمة يعيشون في الحضر ويقدرون بنسبة 61.95%، بينما يقدر عدد سكان الريف بـ 2707294 نسمة بنسبة حوالي 38.05% .

## معرض صور

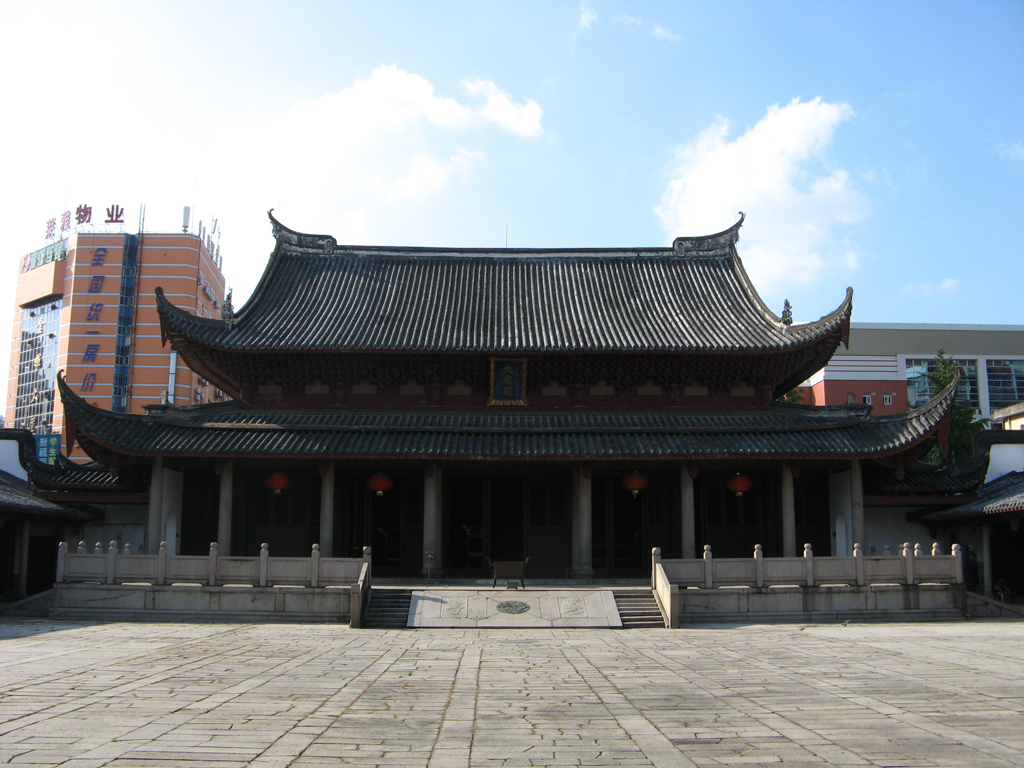
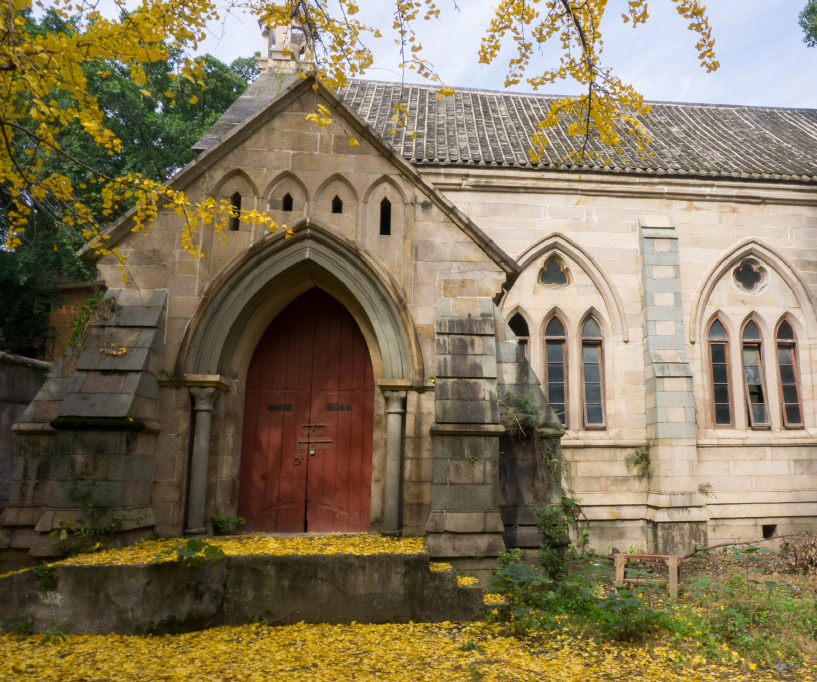

## وصلات خارجية
- Fuzhou Government website
- An early history of Fujian and Fuzhou (Chinese)
- Maritime Art - On the River Min
- Fuzhou Daily,a local newspaper
- Historic US Army map of Fuzhou, 1945